# Mario J. McNulty
Mario J. McNulty est un producteur et ingénieur du son américain. Il a travaillé avec de nombreux artistes, parmi lesquels David Bowie ou Laurie Anderson.

## Éléments de discographie
- 2003 : Reality de David Bowie
- 2003 : Dragonfly de Ziggy Marley
- 2003 : Chain Gang of Love des Raveonettes
- 2007 : Djin Djin d'Angélique Kidjo – Grammy du meilleur album de musique du monde contemporaine[1]
- 2009 : The People or the Gun de Anti-Flag
- 2010 : Homeland de Laurie Anderson
- 2013 : The Next Day de David Bowie
- 2015 : Heart of a Dog de Laurie Anderson
- 2018 : Never Let Me Down 2018 de David Bowie